# 俄羅斯的葉卡捷琳娜·巴甫羅芙娜
葉卡捷琳娜·巴甫洛夫娜女大公（俄语：Екатерина Павловна，1788年5月21日—1819年1月9日），沙皇保羅一世的第四女，1816年起為符騰堡王后。
葉卡捷琳娜受過良好的教育，且是瑪麗亞·費奧多羅芙娜皇后最喜愛的女兒。她和哥哥亞歷山大的關係非常親密，亞歷山大時常寫信給葉卡捷琳娜表達對她的情感。

## 第一段婚姻
拿破崙戰爭期間，拿破崙打算與歐洲王室聯姻，以替自己的帝國立一位繼承人。拿破崙看上了葉卡捷琳娜，因為與羅曼諾夫皇室的聯姻有助於拉攏俄國。她的家人對此感到相當恐懼，葉卡捷琳娜的母親立刻安排了她與歐登堡大公彼得一世次子格奧爾格公爵的婚姻。兩人於1809年結婚，共有兩個兒子：
- 彼得·格奧爾格·保羅·亞歷山大（1810年—1829年），早逝
- 康斯坦丁·腓特烈·彼得（1812年—1881年）

兩人的婚姻生活相當和諧，因此當格奧爾格於1812年因傷寒去世時，葉卡捷琳娜受到很大的打擊。

## 第二段婚姻
戰爭結束後，葉卡捷琳娜與亞歷山大一世前往英國訪問。在那裡，她遇到了符騰堡的威廉王儲。威廉很快地和元配卡羅琳·奧古斯塔離婚（兩人當初僅因政治目的結婚，並無夫妻之實），於1816年和葉卡捷琳娜結婚。同年威廉的父親腓特烈一世去世，威廉和葉卡捷琳娜成為符騰堡王國的國王和王后。兩人共有兩個女兒：
- 瑪麗·弗蕾德里克·夏洛特（1816年—1887年），奈珀格伯爵夫人
- 索菲·弗蕾德里克·瑪蒂爾德（1818年—1877年），荷蘭王后

葉卡捷琳娜致力於增進符騰堡民眾的生活品質；她支持基礎教育，並於1816年的饑荒期間設立慈善機構等。1819年，葉卡捷琳娜因丹毒去世，年僅30歲。
1824年完工的符騰堡山頂墓堂，是威廉一世為了紀念妻子而建造的。夫妻兩人皆安眠於此。